# 卡洛·蒙塔诺
卡洛·蒙塔诺（義大利語：Carlo Montano，1952年9月25日—），意大利击剑运动员。他曾代表意大利参加1972年和1976年夏季奥林匹克运动会击剑比赛，其中在1976年奥运会收获一枚银牌。